# Demidov
Demidov (en rus: Демидов) és un poble (un khútor) de l'óblast de Volgograd, a Rússia, segons el cens del 2010 tenia 599 habitants.